# Medowka

SS
Medowka – wieś w Armenii, w prowincji Lorri. W 2011 roku liczyła 350 mieszkańców.